# Усо
Усо̀ (на италиански: Usseaux, произношението е вляено от френския език, на пиемонтски: Ussò, Усо, на окситански: Usseaus, Усеаус, под фашисткото управление Usseauso, Усеаузо) е село и община в Метрополен град Торино, регион Пиемонт, Северна Италия. Разположено е на 1416 m надморска височина. Към 1 януари 2020 г. населението на общината е 189 души, от които 3 чужди граждани.